# Сивоголова пірникоза
Сивоголова пірникоза (Poliocephalus) — невеликий рід водних птахів родини пірникозові (Podicipedidae).

## Види
Складається з двох видів, що розповсюджені в Австралії і Новій Зеландії. До них належать:
- Poliocephalus poliocephalus — пірникоза сивоголова
- Poliocephalus rufopectus — пірникоза новозеландська